# 横浜市立もえぎ野中学校
横浜市立もえぎ野中学校（よこはましりつ もえぎのちゅうがっこう）は、神奈川県横浜市青葉区もえぎ野にある公立中学校。青葉台中学校から分離独立し開校した。現在、全学年4クラス、個別支援学級２クラスずつの学級編成である。通称は「もえ中」。平成24年度から3学期制になった。

## 概要
- 開校日 1982年4月1日[1]
- 学校長 : 福田 昌弘
- 教育目標「自立・磨く・共生」
- 校歌「横浜市立もえぎ野中学校校歌」
作詞・林絹子（もえぎ野中学校生徒）
作曲・田中利光

## 標準服
男子、女子共に紺色のブレザーと灰色のスカート、ズボン。夏服はベストに校章を付けることを規則に生地が多少薄くなったスカート、ズボンを履く。また、ネクタイ・リボンは無地でエンジのものを付けることができる。白色のポロシャツ着用可。厳密に衣替えの日が設定されておらず、生徒各自の体調などに合わせて標準服を調節する指導がされている。これによって、冬でもポロシャツ一枚で過ごす生徒が数名存在する。ただし、季節の変わり目において、カーディガンのみで登校することは禁止となっている。

## 行事
以下三つを「三大行事」として取り組んでいる。
- 体育祭
- 文化祭
- 合唱発表会(現在は新型コロナウイルス感染症対策の影響で未実施)
各学年課題曲に、1年生は「夢の世界を」、2年生は「若い翼は」、3年生は「聞こえる」
平成28年度合唱発表会では、3年生は「花は咲く」を課題曲とした。
令和元年度合唱発表会では、1年生は「地球聖歌」、2年生は「地球の鼓動」、3年生は「友〜旅立ちの時〜」
全体合唱曲に、「花は咲く」

- 4月 - 入学式
- 5月 - 体育祭
- 6月 - 1年遠足、2年校外学習、3年修学旅行、第一回定期テスト
- 7月 - 教科相談、夏季休業
- 8月 - 夏季休業
- 9月 - 第二回定期テスト、合唱コンクール
- 10月 - 文化祭、小中地域体験交流会
- 11月 - 学校を開く週間、第三回定期テスト
- 12月 - 冬季休業
- 1月 - 小学生見学
- 2月 - 1年職業講話、2年職業体験学習、3年芸術鑑賞・卒業遠足、第四回定期テスト
- 3月 - 百人一首大会(1・2年)、卒業式

## 生徒会組織
- 生徒会本部役員（会長・副会長・書記・会計）
- 学級委員会
- 図書委員会
- 美化委員会
- 保健委員会
- 放送委員会
- 文化祭実行委員会（文化祭前後のみ）
- 選挙管理委員会（選挙前後のみ）

## 部活動
- 野球部
- サッカー部
- バスケットボール部
- ソフトテニス部（男女別）
- バドミントン部
- バレーボール部
- 吹奏楽部
- 茶道部
- 美術部
- 将棋部

## 来歴
- 1982年
  - 4月1日 - 横浜市立もえぎ野中学校開校[1]
  - 4月2日 - 開校記念式挙行[1]。
  - 6月3日 - 開校記念日
  - 9月17日 - PTA設立
  - 11月1日 - 生徒会設立
  - 12月1日 - 校章原案決定
- 1983年1月8日 - 校地整備・緑化事業完了[1]
- 1984年6月1日 - プール完工
- 1987年11月2日 - 校歌制定、発表会
- 1989年4月1日 - 市の人権教育実践推進校指定
- 1990年3月16日 - 格技場竣工
- 1991年11月9日 - 開校十周年記念式典挙行
- 1992年
  - 7月18日 - 韓国瑞一中学校との姉妹校交流会
  - 12月10日 - 特殊学級、コンピュータ教室設置
- 1993年4月1日 - 市の人権教育実践推進課題校指定
- 2001年11月17日 - 開校二十周年記念式典挙行
- 2011年10月29日 - 開校三十周年記念式典挙行

## 主な進学高校
2005年度からの学区撤廃以前は『横浜北部学区』に属していた。
旧学区内の県立高校は
- 神奈川県立市ヶ尾高等学校
- 神奈川県立荏田高等学校
- 神奈川県立川和高等学校
- 神奈川県立霧が丘高等学校
- 神奈川県立新栄高等学校
- 神奈川県立田奈高等学校
- 神奈川県立白山高等学校
- 神奈川県立元石川高等学校

## 著名な卒業生
- 藤本昌平 - ファンキーモンキークリニック (お笑いタレント)

## アクセス
- 東急田園都市線「藤が丘駅」より徒歩7分
- 東急バス青01｢もえぎ野公園｣下車。徒歩4分。